# I'm a Boy
I'm a Boy är en låt skriven av Pete Townshend och lanserad som singel av rockgruppen The Who i augusti 1966. Som b-sida hade man låten "In the City". Låten blev en av The Whos största Europeiska singelhits på 1960-talet, men blev ingen framgång i USA där den inte nådde in på Billboard Hot 100 alls. Låten skrevs ursprungligen för en rockopera med arbetsnamnet Quads som senare skrotades. Handlingen var satt i framtiden där föräldrar kunde välja kön på sina barn, och den här låten var en pojkes protest mot sina föräldrar då han uppfostrades som en flicka. Låten är rik på hög harmonisång.
Singeln släpptes på skivbolaget Reaction Records i Storbritannien, Polydor i resten av Europa och Decca Records i USA. Låten har senare tagits med flera samlingsalbum så som Meaty Beaty Big & Bouncy (i en alternativ studioinspelning), 30 Years of Maximum R&B och My Generation: The Very Best of the Who. 

## Listplaceringar
| Lista (1966)   | Position         |
| -------------- | ---------------- |
| Australien     | 10 (Go Set)      |
| Danmark        | 8 (DR "Top 20")  |
| Finland        | 20               |
| Frankrike      | 14               |
| Irland         | 7                |
| Nederländerna  | 6                |
| Norge          | 4 (VG-lista)     |
| Nya Zeeland    | 2                |
| Storbritannien | 2                |
| Sverige        | 4 (Kvällstoppen) |
| Sverige        | 3 (Tio i topp)   |
| Vallonien      | 16               |
| Västtyskland   | 10               |